# دهه ۱۲۱۰ (میلادی)
دهه ۱۲۱۰ (میلادی) صد و بیست و یکمین دهه تقویم میلادی است.

## درگذشتگان
‎